# Cao Thịnh
Cao Thịnh là một xã thuộc huyện Ngọc Lặc, tỉnh Thanh Hóa, Việt Nam.
Xã Cao Thịnh có diện tích 19,54 km², dân số năm 1999 là 5.431 người, mật độ dân số đạt 278 người/km².chủ yếu là dân tộc Mường và dân tộc kinh.
Phía Bắc giáp xã Lộc Thịnh, Huyện Ngọc Lặc, phía Đông giáp Thị trấn Yên Lâm, Huyện Yên Định, phía Đông Nam giáp Thị Trấn Thống Nhất, Yên Định, phía Nam giáp xã Quảng Phú, Huyện Thọ Xuân, phía Tây giáp xã Ngọc Trung, Huyện Ngọc Lặc có đường tỉnh lộ 516 B đi qua. Xã gồm 11 thôn làng: Bứa, Cao Khánh, Cao Sơn, Cao Thắng, Khánh Thượng, Z111, 61, Lim Còm, Đồng Giành, Mai, Bồ Lội.
Trụ sở UBND Xã Cao Thịnh đặt tại Làng Cao
Sơn.
Xã có đường tỉnh lộ 518D đi qua các làng : Cao Khánh, làng Z111 và làng 61.
Dân số chủ yếu sống bằng nghề Nông , lâm nghiệp và trồng cây ăn quả như Rứa Bưởi.Ngoài ra còn khai thác đá Công nghiệp và dịch vụ.